# Diocese de Malakal

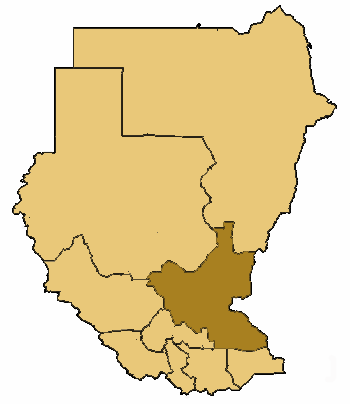
Localizaçãoda diocese no mapa

A Diocese de Malakal (em latim: Dioecesis Malakalensis) é uma diocese localizada na cidade de Malakal pertencente á arquidiocese de Juba no Sudão do Sul. Foi fundada em 10 de janeiro de 1933 como Missão sui iuris de  Kodok . sendo que somente em 12 de dezembro de 1974 foi elevada a categoria de diocese de Malakal. Em 2013 a diocese contava com aproximadamente 4 milhões e meio de habitantes sendo que 898 mil eram batizados. 

## História
- 10 de janeiro de 1933 - Estabelecido como Missão sui iuris de Kodok
- 4 de agosto de 1938 - Promovido como Prefeitura Apostólica de Kodok
- 14 de julho de 1949 -  Renomeado como Prefeitura Apostólica de Malakal
- 12 de dezembro de 1974 -  Promovido como Diocese de Malakal

## Lista de bispos
Esses são os bispos da diocese desde sua fundação em  1933 ainda como Missão sui iuris de Kodok. 

### Superiores Eclesiásticos de Kodok
- Fr. Matteo Michelon , MCCI - (8 de julho de 1933 - 1935)

### Prefeitos apostólicos de Kodok
- Fr. John A. Wall , MHM – (12 de agosto de 1938 - 1945)
- Fr. John Hart, MHM – (13 de junho de 1947 – 14 de julho de 1949)

### Prefeitos Apostólicos de Malakal
- Fr. John Hart , MHM – (14 de julho de 1949 - 1962)
- Fr. Herman Gerard Te Riele , MHM - (29 de maio de 1962 - 1967)
- Bispo Pio Yukwan Deng – (19 de agosto de 1967 – 12 de dezembro de 1974)

### Bispos de Malakal
- Dom Pio Yukwan Deng - (12 de dezembro de 1974 – 3 de dezembro de 1976)
- Dom Vincent Mojwok Nyiker  - (15 de março de 1979 – 16 de maio de 2009)
- Dom Stephen Nyodho Ador MajwokMons - (23 de maio de 2019 - atual)